# Paris, vu des hauteurs du Père Lachaise
Paris, vu des hauteurs du Père Lachaise es un óleo sobre tela realizado por Louise-Joséphine Sarazin de Belmont entre 1842 y 1859.
El cuadro fue donado por la pintora al Museo de los Augustinos de Toulouse en 1859, en homenaje a la memoria de Augustine Dufresne, viuda de Antoine-Jean Gros. Se guarda en la pinacoteca y fue expuesto durante la exposición «Toulouse Toulouse à l'époque romantique» en noviembre y diciembre de 1994.

## Descripción
En primer plano, se encuentran tumbas del cementerio del Père-Lachaise  e importante vegetación. En el centro del cuadro está representada la tumba de las familias Gros y Dufresne; un monumento de forma cuadrangular, coronado por un frontón sobre el cual descansa un busto. Finalmente, en último plano del cuadro está representada París.

## Contexto
Louise-Joséphine Sarazin de Belmont realizó una serie de cuadros para conmemorar la memoria de la baronesa Augustine Dufresne. La serie está formada por una vista de París y de una vista de Florencia, una vista de Nápoles y una vista de Roma, simbolizando la fe, la esperanza y la caridad.